# Walden Bello
Walden Bello y Flores (Manila, 1945) es un sociólogo filipino que trabaja como director ejecutivo de Focus on the Global South, profesor de Sociología y Administración Pública de la Universidad de Filipinas e investigador asociado del Transnational Institute. Actualmente es miembro de la Cámara de Representantes de Filipinas por el partido Akbayan, afiliado a la Internacional Socialista.

## Biografía
Walden Bello es director ejecutivo de Focus on the Global South, profesor de Sociología y Administración Pública de la Universidad de Filipinas e investigador asociado del Transnational Institute. Es autor de numerosos libros sobre Asia y la globalización, entre los que cabría destacar Dilemmas of Domination: the Unmaking of the American Empire (2005), The Anti-Development State: the political ecnonomy of permanent crisis in the Philippines (2004) y, en español, Desglobalización: ideas para una nueva economía mundial (Icaria, 2004).
Sus artículos se han publicado en diversas revistas y publicaciones, como Review of international Political Economy, Third World Quarterly, Foreign Policy, Race and Class, Le Monde Diplomatique, Le Monde, Guardian, Boston Globe, Far Eastern Economic Review y La Jornada. Actualmente, cuenta con su propia columna en Philippine Daily Inquirer y Foreign Policy in Focus.
En 2001, obtuvo el premio Suh Sang Don, concedido por las ONG asiáticas y, en 2003 el Premio Nobel Alternativo por "por sus destacados esfuerzos para educar a la sociedad civil con respecto a los efectos de la globalización liderada por las empresas transnacionales, y acerca del modo de poner en práctica alternativas a ésta".
Académico y activista, Bello se doctoró en Sociología por la Universidad de Princeton (Estados Unidos) en 1975 y ha sido profesor de la Universidad de Filipinas en Diliman desde 1997. También ha sido profesor visitante en la Universidad de California (UC) en Los Ángeles (2002), UC Irvine (2006) y UC Santa Barbara (2006). También fue profesor de la UC Berkeley (1978-82) y vicerrector de la UC Irvine en 2004. En 2005 obtuvo un doctorado honoris causa por la Universidad Panteion de Atenas, Grecia.